# 속·끝 이야기
《속오와리모노가타리》(続・終物語)는 니시오 이신의 청춘 괴이 소설이다. 〈이야기〉 시리즈의 통권 18권째이며 고단샤BOX 레이블에서 2014년 9월 17일에 간행되었다. 일러스트는 VOFAN이 다루고 있다.

## 개요
현대의 괴이를 그려 대히트한 《괴물 이야기》의 삶을 그린 〈이야기〉시리즈 파이널 시즌의 마지막 권. 전작 《끝 이야기》에서 아라라기 코요미의 고등학교 졸업을 담은 〈이야기〉시리즈 본편은 완결을 맞아 본작은 보너스 권이다. 수록된 에피소드는 「최종화・코요미 리버스」. 모든 것이 거꾸로 된 거울의 세계에서 코요미의 활약을 그린다. 기존 시리즈에서 1화까지 등장하고 떠난 서브 캐릭터들이 총등장하고 있으며, 시리즈 마지막 권 특유의 이면(裏面)적인 양상을 보이고 있다. 원래 부제는 「제본(本)화 코요미북」이 될 예정이었다.
패키지 일러스트에는 오이쿠라 소다치가 그려져 있다.
본서의 간행을 기념해여, 이야기 시리즈 전 18권에서 100가지의 대사를 인용한 웹사이트, 「MONOGATARI DROPS」가 공개되었다.

## 줄거리
사립 나오에츠고등학교에서 3학년이 되던 봄 방학에 흡혈귀가 된 아라라기 코요미는 우여곡절을 거치고, 고등학교를 졸업했다. 그 다음날, 세면대에서 세수를 하던 도중, 거울에 비친 자신의 모습이 정지되어 있다는 것을 깨달았다. 무심코 거울에 손을 뻗고, 그 거울에 늪처럼 가라앉아 들어가게 된다.
코요미는 그 뒤, 무엇인가 잘못 되었다는 것을 알아차린다. 그늘 속에 있을 시노부는 아무런 반응도 나타내지 않는다. 이 이상 사태에 코요미는 키타시라헤비 신사의 신이 된 하치쿠지를 찾는데, 거기에 있던 것은 영원한 초등학교 5학년이 아니라, 어른이 된 하치쿠지 마요이 씨 (21세)였다. 마요이는 코요미가 거울의 세계에 온 것이라고 말한다.
문자는 모두 반전하고, 자전거의 브레이크 레버도 역방향(왼쪽 브레이크가 앞바퀴, 오른쪽 브레이크가 뒷바퀴)이 되었다. 코요미는 원래 세계로 돌아가기 위해 애를 쓴다.

## 등장 인물
아라라기 코요미 (阿良々木 暦)
본작의 주인공. 이번 봄, 나오에츠고등학교를 졸업한 18세의 청년. 그렇다고 대학의 합격 여부는 아직 나타나지 않아 불안해 하고 있다. 일년 전 《상처 이야기 제0화 코요미 뱀파이어》에서 여자 흡혈귀에게 물린 목덜미의 상처를 감추려고 계속 머리를 자르지 않고 있다. 본작에서는 거울의 세계라는 것에서 《도라에몽 노비타와 철인 병단》을 힌트로 욕실에서 원래 세계로 돌아가려 한다.
아라라기 카렌 (阿良々木 火憐)
《가짜 이야기 제 6화 카렌 비》에서 등장한 쿄요미의 여동생. 본작에서는 왠지 키가 작아졌다.
아라라기 츠키히 (阿良々木 月火)
《가짜 이야기 최종화 츠키히 피닉스》에 등장한 카렌의 여동생. 카렌은 작아졌지만, 츠키히는 특별한 변화는 일어나지 않았다.
오노노키 요츠키 (斧野木 余接)
《빙의 이야기 제체화 요츠키 돌》에 등장한 시체로부터 만들어진 인형의 괴이.「언리미티드 룰북」이라고 불리는 몸의 일부를 비대화시키는 능력을 갖고, 압도적인 파괴력을 가질 뿐만 아니라, 그 반발력으로 도략할 수 있다.
하치쿠지 마요이 (八九寺 真宵)
《괴물 이야기 제 2화 마요이 달팽이》에서 코요미가 도와준 소녀 유령. 신이 모시지 않기 때문에 영적으로 불안정해진 이 마을을 평정하기 위해서 키타시라헤비의 신이 됐다. 본작에서는 《괴짜 이야기 마요이 강시》에서처럼 21세의 모습으로 등장한다.
레이니 데빌 (レイニー・デヴィル)
코요미의 후배, 칸바루 스루가의 거울 세계에서의 모습. 《괴물 이야기 제 3화 스루가 몽키》에 등장한 비옷비옷을 착용했고, 원숭이의 손을 가진 괴이로써 등장. 담을 맨손으로 파괴하는 괴력과 자전거도 따라잡을 정도의 순족을 갖는다.
블랙하네카와 (ブラック羽川)
코요미의 동급생, 하네카와 츠바사의 거울 세계에서의 모습. 《고양이 이야기 (백) 츠바사 패밀리》에 등장한 것과 같이 허리까지 자란 새하얀 장발과 고양이귀를 가진 괴이로써 등장. 물방울 무늬의 끈 없는 브래지어에 흑백의 스트라이프 무늬의 반바지를 입고 있다.
오이쿠라 소다치 (老倉 育)
《끝 이야기 제 2화 소다치 리틀》에 등장한 숫자 퍼즐이 취미인 소녀. 이 세계에서는 코요미의 소꿉친구로써 아라라기 가(家)에서 남매라고 할 정도로 같이 자랐다. 원래 세계의 소다치는 어려워 보였지만, 이 세계에서는 밝고 상냥한 성격이 되어 있다. 숏팬츠와 캐미솔을 몸에 입고 있다.
센고쿠 나데코 (千石 撫子)
《괴물 이야기 제 4화 나테코 스네이크》에서 코요미를 동경하고 있던 중학생의 소녀. 이 세계에서는 《미끼 이야기 제난화 나데코 메두사》에 등장한 사신(蛇神) 쿠치와나 씨의 난폭한 구조로 말하는 「키레코」가 되어 있다. 코요미는 이 상태의 나테코와는 만난 적이 없어 누구냐며 곤혹한다.
오시노 시노부 (忍野 忍)
《 이야기 시리즈 히로인책, 오시노 시노부》에 수록된 「아름다운 공주」에 등장한 키스숏 아세로라 오리온 하트 언더 블레이드의 인간이었던 시절의 모습. 그녀와 알현하고 그 남은 고귀함에 자살하고 싶어지게 된다.
가엔 토오에 (臥煙 遠江)
《꽃 이야기 제변화 스루가 데빌》에 등장한 칸바루 스루가 어린 시절에 타계했을 스루가의 어머니.
하네카와 츠바사 (羽川 翼)
코요미의 동급생인 소녀. 현재는 해외에서 여행하고 있을 터인데, 《괴짜 이야기 마요이 강시》에 등장한 6세의 유아의 모습으로 등장한다.
오시노 오우기 (忍野 扇)
《끝 이야기 제 7화 오우기 태그》에 등장한 비판 정신이 실체화한 괴이. 소녀지만 남학생복을 입고 등장한다.
센조가하라 히타기 (戦場ヶ原 ひたぎ)
《괴물 이야기 제 1화 히타기 크랩》에 등정한 아라라기 코요미의 연인. 고등학교를 졸업하고, 이미지 체인지를 하기 위해 트윈 테일을 하고 있다.